# Fantasticheria
Fantasticheria è una novella di Giovanni Verga, tratta dalla raccolta Vita dei campi del 1880.

## Soggetto e trama
La novella rievoca un dialogo ideale tra il narratore siciliano ed una sua amica francese (in realtà ispirata dalla sua intima amica milanese Paolina Greppi Lester) che, assieme a lui, osserva la vita di paese di Aci Trezza. Il primo momento di romantica illusione della donna la porta a soffermarsi sulle bellezze del paesaggio, come i faraglioni. Dopo alcuni giorni, però, la donna si rende conto della monotonia della vita di paese e della sua società; quindi essendo abbiente ed assuefatta alla vita mondana, riparte da Aci Trezza insieme al narratore. 
A questo punto il narratore, dal canto suo, cerca di spiegare alla donna le caratteristiche della vita di Aci Trezza: prova a superare le prime superficiali impressioni presentando il punto di vista della povera gente che vi abita, indispensabile per capire la natura del posto. Fondamentale è il fatto che in questo villaggio di pescatori è praticamente impossibile sopravvivere senza l'appoggio dei compaesani.
La novella, la prima della raccolta, fa in un certo modo da introduzione a Vita dei campi. La figura della donna francese può rappresentare, in senso lato, quella del lettore delle novelle. Effettivamente, chi legge non sempre è in grado di immedesimarsi in questa società spesso così diversa dalla sua, e ha dunque bisogno di spiegazioni per capire non soltanto la gente, ma anche l'opera verghiana: infatti col tempo, il lavoro di Verga si incentra sempre di più sulle dinamiche della società di paese.
La gente di Aci Trezza viene spiegata anche con l'uso di metafore e similitudini e con il principio dell'ideale dell'ostrica e della società delle formiche.

## L'ostrica e la religione della famiglia
I paesani si comportano come le ostriche. Accalcati l'uno sull'altro, si aggrappano caparbiamente allo scoglio e resistono alla violenza delle onde anche grazie alla loro vicinanza reciproca, un po' secondo il motto l'unione fa la forza. Asportare una sola ostrica dallo scoglio può costituire un pericolo per tutte le altre; se una conchiglia viene strappata dallo scoglio, inoltre, non potrà essere più riattaccata alle altre, né sarà capace di vivere autonomamente.
Si può pensare alla brutta fine fatta dai protagonisti di altre storie di Verga come la Cavalleria rusticana: il protagonista Turiddu torna infatti dal servizio di leva per scoprire che la sua fidanzata è ormai avviata al matrimonio con un altro; lo stesso principio si ritrova nel romanzo I Malavoglia: il giovane 'Ntoni, recatosi a Napoli anche lui per assolvere all'obbligo di leva, si trasforma in un perfetto disadattato.
Alcune volte, i singoli personaggi del romanzo verghiano si allontanano dallo scoglio del loro paese di loro spontanea volontà, alla ricerca di un progresso o di un miglioramento che sarà loro negato.
L'attaccamento e la solidarietà nei confronti dei propri consimili e della famiglia ha un'enorme importanza ed è inoltre un atteggiamento fortemente emotivo, tanto da potersi definire "religioso".

## La società delle formiche
La società del paese è organizzata secondo regole ed architetture precise, come quelle che governano la vita sociale delle formiche, che interagiscono tra di loro e che si comportano in base ai ruoli che sono stati loro assegnati. Per capire la loro vita, è indispensabile dimenticare per un momento se stessi ed immaginarsi di dover sottostare alle regole e farsi piccoli come sono appunto le formiche.
Si tratta di una similitudine tipica dell'epoca del Naturalismo e quindi del Verismo. L'autore cerca da una parte di descrivere la vita del gruppo con un approccio scientifico, obiettivo e realista. D'altro canto il suo progetto è destinato a incontrare problemi: al geometrico e calcolabile ordine del mondo delle formiche si oppone infatti l'irrazionale ed imprevedibile religiosità dell'attaccamento alla famiglia e al gruppo (concetto dell'ostrica).

## Collegamenti intertestuali a "I Malavoglia"
Nella novella sono presenti parecchie anticipazioni di elementi ripresi poi ne I Malavoglia:
- Quella povera donna cui solevate far l'elemosina col pretesto di comperar le sue arance messe in fila sul panchettino dinanzi all'uscio.: riferimento a quella che sarà, nel romanzo, La Longa.
- Quel vecchietto che stava al timone della barca: Durante la permanenza a Trezza, la visitatrice ed il suo amico decidono di fare un giro in barca. A tenere il comando della barca è colui che diverrà Padron N'Toni.
- Quella ragazza che faceva capolino dietro i vasi di basilico. Si tratta di Lia, figlia di Bastianazzo e della Longa.
- Uno dei temi principali della novella è la povertà a cui sono sottoposti gli abitanti del paese. Questa situazione disagiata è commentata dal narratore con la frase: Migliore sorte toccò a quelli che morirono. È proprio ora che viene anticipato un altro personaggio del romanzo: si tratta di Luca, il secondogenito di Bastianazzo. Egli muore a Lissa.
- L'ultimo personaggio anticipato è Bastianazzo Malavoglia che, come il figlio, condivide la morte prematura avvenuta in mare. Egli è quell'uomo che sull'isolotto non osava toccarvi il piede per liberarlo dal lacciuolo teso ai conigli. La sua morte, come per Padron N'Toni, è anticipata nelle righe di questa novella.
- Un'altra anticipazione al romanzo è la casa del nespolo, ambientazione dei Malavoglia.